# Angola
Republika Angola je država v jugozahodni Afriki, ki na zahodu meji na Atlantski ocean, na severu na DR Kongo, na vzhodu na Zambijo, na jugu na Namibijo, angolsko obmorsko enklavo Cabinda pa obkroža tudi Republika Kongo. Ta nekdanja portugalska kolonija ima bogate naravne vire surovin, med njimi so najpomembnejši nafta in diamanti.

## Zgodovina
Med 7. in 9. stoletjem se na področju Angole naselijo bantujska ljudstva. V 14. stoletju je na severu ozemlja osnovana Kraljevina Kongo. Portugalci so se začeli naseljevati ob reki Kongo v drugi polovici 15. stoletja. Skozi celo 16. stoletje so postopoma s sporazumi ali vojnami pridobili nadzor nad obalnim področjem. Tako so leta 1575 ustanovili kolonijo Angolo, osnovano na trgovini s sužnji. Leta 1641 so Nizozemci okupirali področje Luande, ki pa so jo Portugalci pridobili nazaj že leta 1648. Z vojnami proti Kongu in Ndongu, ki so se končale leta 1671, so prodrli v notranjost, vendar so popolni nadzor nad ozemljem dosegli šele v začetku 20. stoletja. Leta 1951 se je kolonija preoblikovala v prekomorsko provinco, imenovano Portugalska Zahodna Afrika. Po zavrnitvi dekolonizacije so nastala tri odporniška gibanja. Gibanje MPLA se je naslonilo na portugalsko komunistično partijo in Vzhodni blok, gibanje FNLA se je oprlo na ZDA in Zair, gibanje UNITA z voditeljem Jonasom Savimbijem pa je imelo zaledje v notranjosti države. Po 14. letih gverilske vojne Angola dne 11. novembra 1975 postane neodvisna. Gibanje MPLA s pomočjo Portugalcev in Sovjetske zveze pride na oblast. Kmalu zatem izbruhne državljanska vojna med prej omenjenimi gibanji, ki je trajala z vmesnimi presledki vse do uboja Jonasa Savimbija, vodje UNITA, 22. februarja 2002, ko je bila dosežena prekinitev spopadov. UNITA se je odpovedala vojaškemu krilu in prevzela vlogo glavne opozicijske stranke.

## Geografija
Površina Angole znaša 1.246.700 km², s čimer je država podobne velikosti kot Mali in približno dvakratne velikosti Francije.
Na jugu Angola meji na Namibijo, na vzhodu na Zambijo, na severovzhodu na Demokratično republiko Kongo in na zahodu na Atlantski ocean. Severno od glavnega ozemlja Angole leži njena eksklava Cabinda, ki na severu meji na Republiko Kongo, na jugu pa na Demokratično republiko Kongo.
Glavno mesto Angole je Luanda, ki se nahaja na severozahodu države in leži na obali Atlantskega oceana.

### Podnebje
Čeprav Angola leži v tropskem pasu, je podnebje v državi nekoliko netipično za trope. Na podnebje vpliva več dejavnikov, najpomembnejši pa so mrzel Benguelski tok na južnem delu atlantskega pobrežja, relief v notranjosti države in del puščave Namib na skrajnem jugozahodu državnega ozemlja.
Angola ima dve letni dobi – deževno in sušno. Deževna doba traja od novembra do aprila, sušna pa od maja do oktobra. V sušni dobi so temperature nižje. Vzdolž atlantske obale je deževno vreme pogostejše kot v notranjosti Angole, prav tako pa na severu države dežuje več kot na jugu.